# Šmukýřka
Šmukýřka je rozsáhlá usedlost nalézající se (2016) v těsné blízkosti konečné stejnojmenné zastávky košířského autobusu číslo 123 v místech, které bylo místními označováno jako Mezihoří a kde kdysi stávala kartuziánská vinice Stárka. Šmukýřka se nachází na samém vrcholu kopce odkud je výhled do jinonického údolí a jihovýchodním směrem na nejbližší sousední usedlost - košířskou Bulovku.

## Historie

### 15. století
Rozsáhlá kartuziánská vinice čítala 50 strychů (což odpovídalo něco málo přes 14 hektarů) a je zmiňována již v 15. století. Po zboření kartuziánského kláštera na Smíchově byla vinice zabavena pražskou obcí. Ta vinici prodala roku 1442 staroměstskému měšťanovi Václavu z Hrobky. Za šest let (1448) ji odkoupil Kliment Krček a vršek byl podle něj nazýván "Krčkova hora".

### Původ názvu
Název Šmukýřka se objevil poprvé ve viničních knihách kolem roku 1695. Součástí vinice byl viniční lis a další budovy související s vinařstvím. Pojmenování usedlosti vzniklo na začátku 17. století a jako "Šmukýřka" odkazuje na jednoho z prvních bohatých majitelů, který byl povoláním ozdobník – zastarale „šmukýř“ (odvozeno z německého slova der Schmuck = šperk, ozdoba). 

### 18. a 19. století
Vlastní usedlost je na Šmukýřce doložena až později – od roku 1713. Během 18. století (ale především na jeho konci) získala usedlost svou současnou podobu (i když byla klasicistně upravována ještě v roce 1820).

### 20. století
Usedlost Šmukýřka patřila od poloviny 19. století až do roku 1921 rodině Linhartů. Ti vlastnili také ještě další košířskou usedlost - Turbovou a dnes již zaniklou smíchovskou usedlost Vojanku (ta byla zbořena někdy po roce 1910 při asanaci). Josef Linhart byl stavitelem a starostou Smíchova. Na zahradě usedlosti Šmukýřka nechal opravit hexagonální (na protáhlém šestiúhelníkovém půdoryse zbudovanou) barokní kapličku svatého Prokopa do té míry, že se v ní v letech 1904 až 1909 mohly konat i mše. Kaplička je umístěna u ohradní zdi, která lemuje zahradu Šmukýřky. Její jehlancová střecha s lucernou je dobře vidět i z přilehlé ulice "Na Šmukýřce". V kapličce se nacházejí fragmenty (pozůstatky) nástěnných maleb. Kaplička i hlavní obytná budova byly ještě na počátku 20. století ozdobeny obrazy.
Počátkem 20. století jezdíval k rodině Linhartů na návštěvy malíř Mikoláš Aleš. Ten tu (roku 1908) vytvořil na stěně uhlovou skicu erbu krále Jiřího z Poděbrad, která je v útrobách usedlosti dodnes dochována. Je to patrně jediná dochovaná vlastnoruční malba Mikoláše Alše na zdi.
Na konci 50. let 20. století měla být Šmukýřka využita jako objekt pro velkou mateřskou školu, ale tento projekt se neuskutečnil. (Ve stodolách měla být tělocvična, zahrada měla sloužit jako dětské hřiště a bývalá kaplička měla být využita jako skladiště pro dětské hračky.) V 60. a 70. letech 20. století používala základní devítiletá škola (ZDŠ) Turbová zahradu Šmukýřky k výuce předmětu "dílny a pozemky" a v té době kaplička sloužila jako sklad zahradnického nářadí.
Roku 1964 byla Šmukýřka zapsána do seznamu kulturních památek (viz níže) a prošla rozsáhlou rekonstrukcí (některé prameny datují rekonstrukci do roku 1970) za účelem využít Šmukýřku jako sklad Pražského velkoobchodu a divadelní sklad Městských divadel pražských.  Dnes (2016) slouží objekt Šmukýřky k podnikání.

## Popis usedlosti
Usedlost je příkladem letního sídla spojeného se zemědělským provozem. Obytná budova je patrová s půdním polopatrem a valbovou střechou. Její základy pocházejí z konce 18. století, budova nese prvky klasicistní úpravy datované do první čtvrtiny 19. století.
Kolem velkého obdélníkového dvora se dvěma vjezdy jsou seskupeny historicky mladší hospodářské budovy (stáje, ovčín, kůlny, stodola, sýpka). Suterén sýpky skrývá zbytky původní barokní usedlosti. V nepřístupné části zahrady je sala terrena a kaplička (viz výše). Východní část zahrady je údajně volně přístupná s pozůstatky dětského hřiště, které je zarostlé v náletové vegetaci. U usedlosti býval také rybníček. Ve zpustlé zahradě lze najít i pozůstatky někdejší fontánky. Kruhový bazének je zasazen v zemi, v jedné části je přerušen dvěma schůdky.
V současnosti (2016) je objekt ve špatném stavebně-technickém stavu, zdi objektu jsou pomalované a poškozené, což se týká zejména hospodářských budov. O ledasčem svědčí i zarostlá zahrada. Budovy usedlosti Šmukýřka nejsou veřejnosti volně přístupné.

## Zařazení v seznamu památek
Usedlost je od 3. května 1958 zapsanou kulturní památkou . Památkově chráněna je od roku 1964.

Šmukýřka
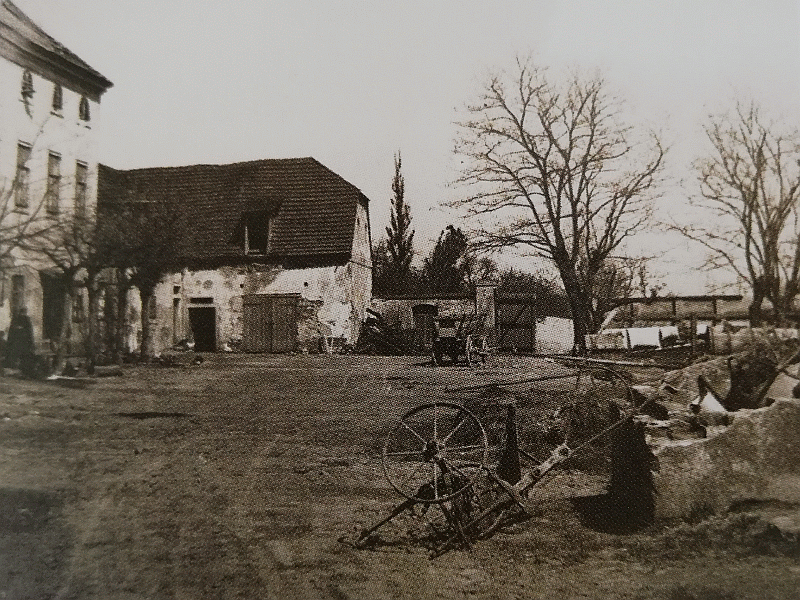
Statek Šmukýřka (rok 1935)
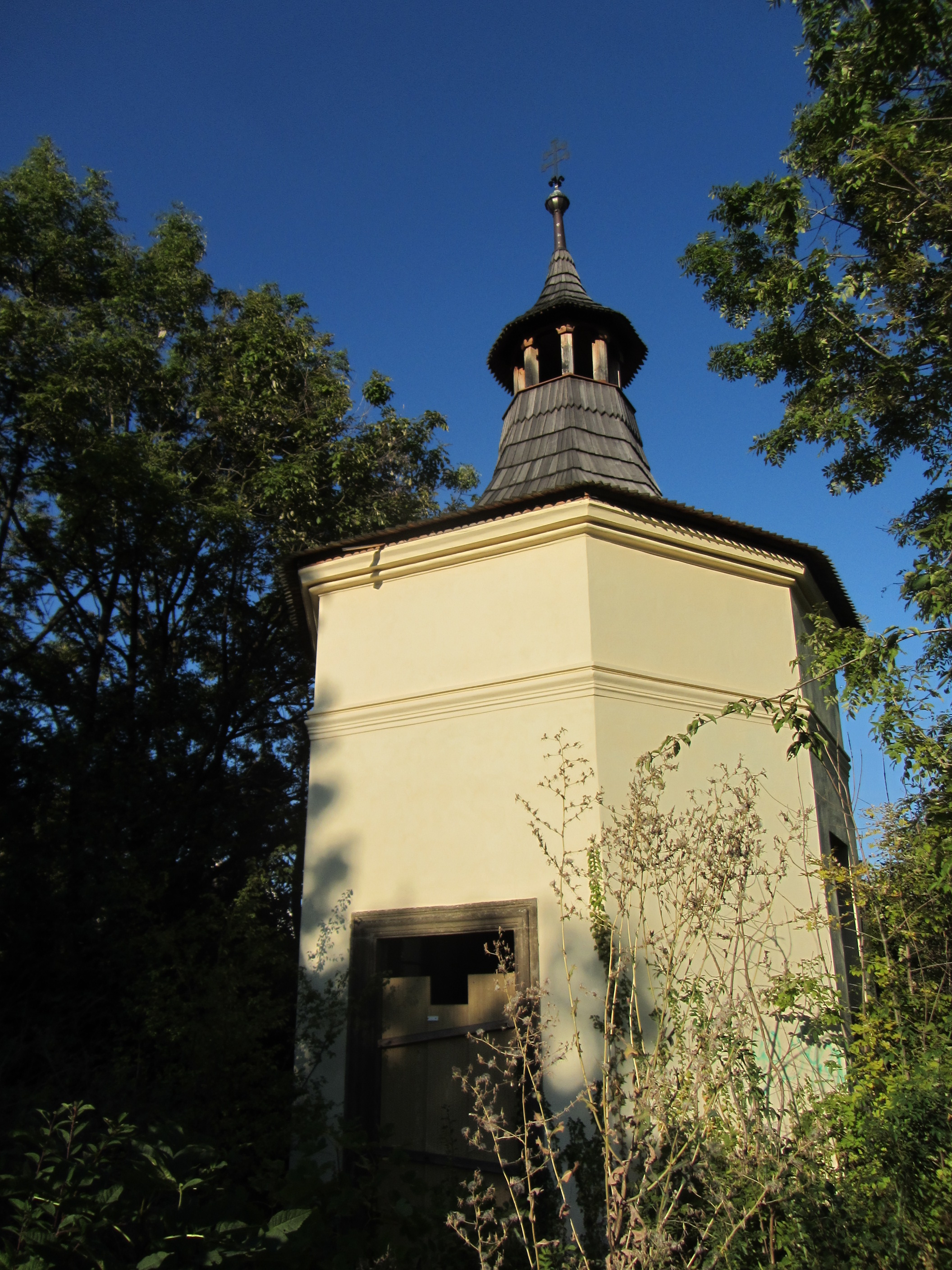
Kaplička svatého Prokopa v zahradě
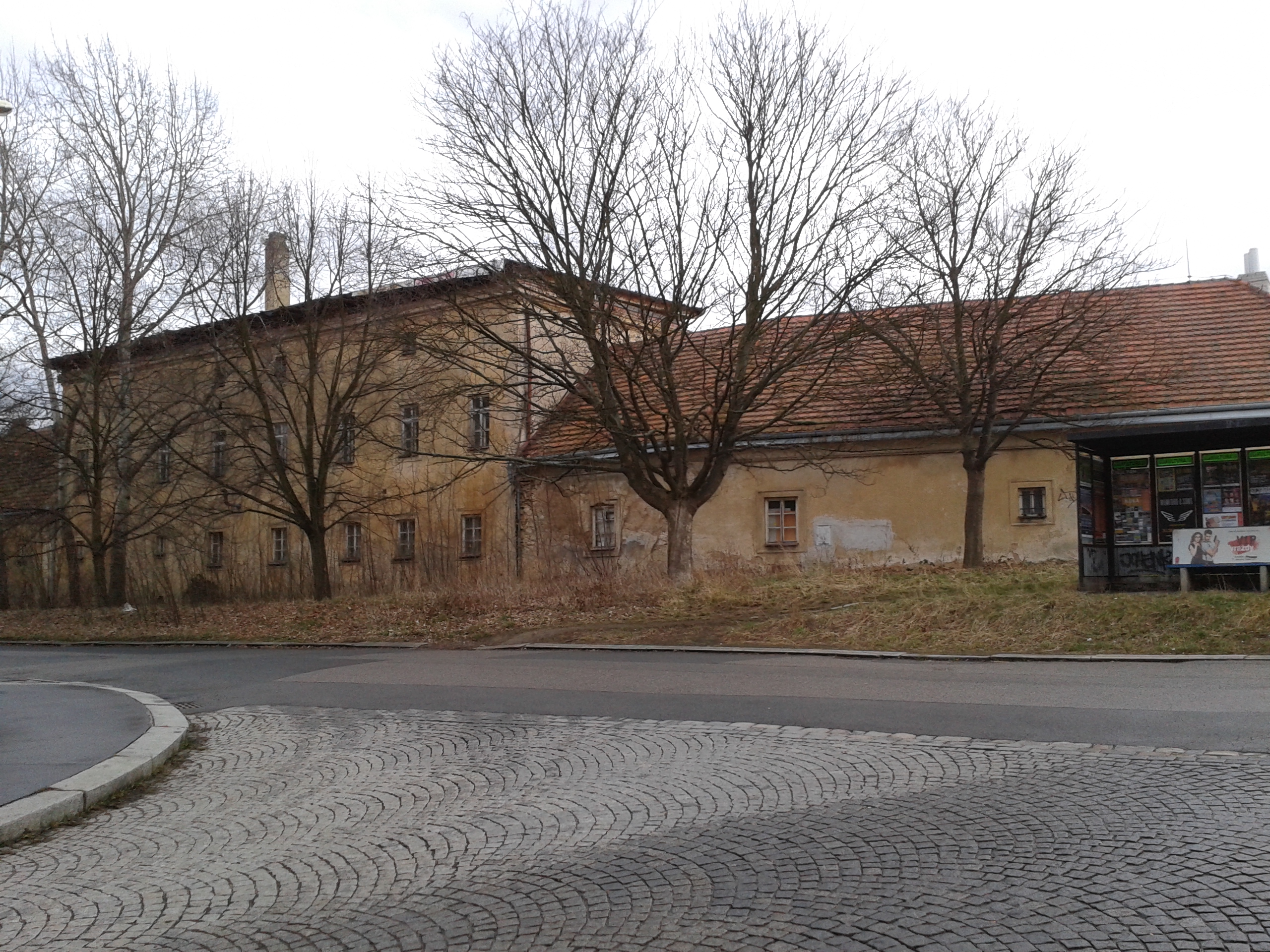
Hlavní obytná budova - pohled z ulice
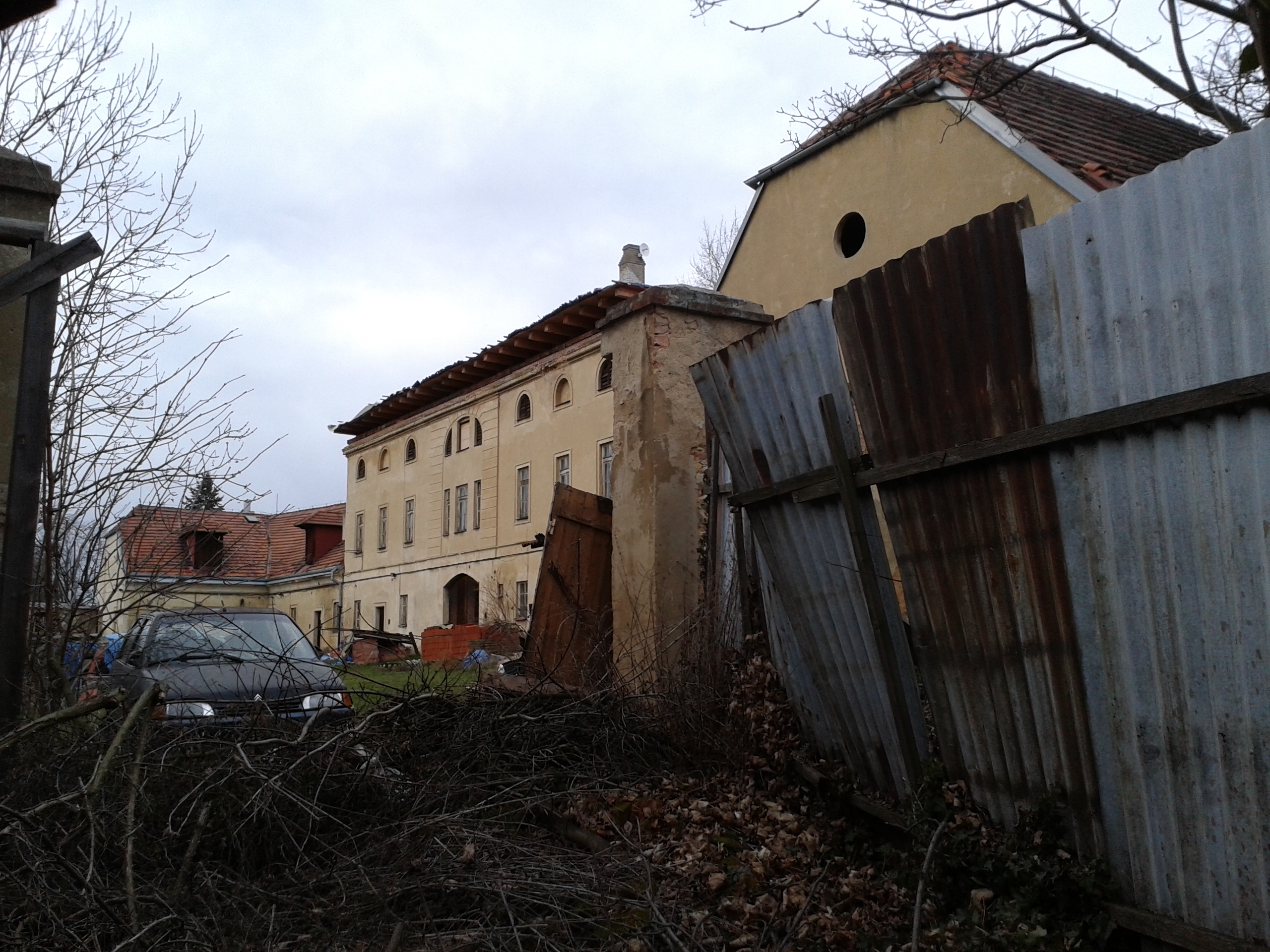
Hlavní obytná budova - pohled ze dvora
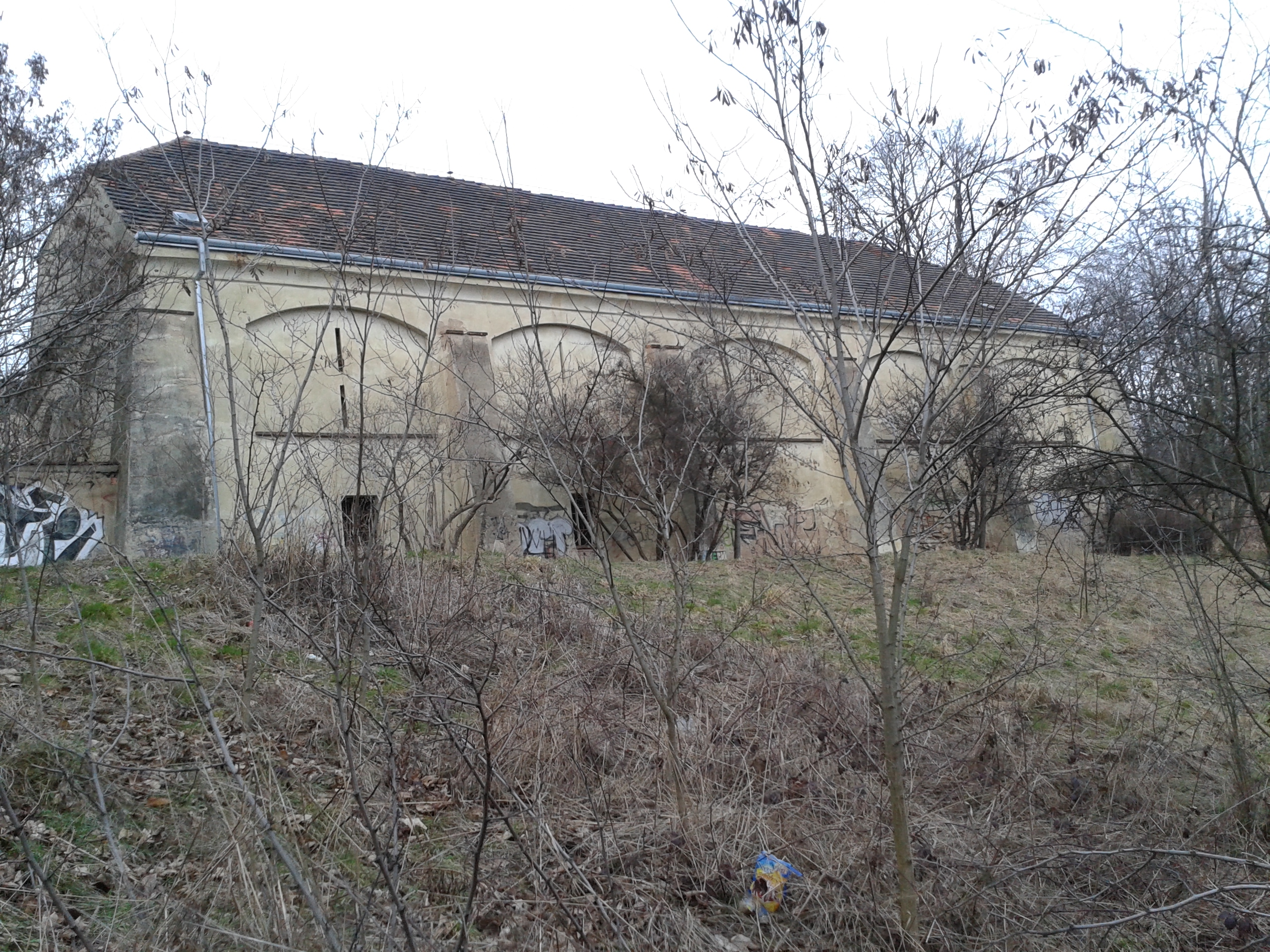
Jižní budova orientovaná do jinonického údolí